# James Snook
James Howard Snook (ur. 17 września 1879 w South Lebanon, zm. 28 lutego 1930 w Columbus) – amerykański strzelec, weterynarz, dwukrotny mistrz olimpijski. Skazany na karę śmierci za zabójstwo Theory Hix i stracony w 1930 roku.

## Życiorys
W 1908 roku ukończył The Ohio State University Veterinary School, był wśród założycieli uczelnianego bractwa weterynaryjnego Alpha Psi. Po krótkim pobycie na Cornell University powrócił do swojej macierzystej uczelni jako wykładowca medycyny weterynaryjnej. W 1922 roku ożenił się, po czym powrócił do pracy na uczelni (był specjalistą w chirurgii koniowatych). Twórca nowatorskiego przyrządu, czyli haka używanego do sterylizacji (tzw. „snook hook”). 
Snook wystąpił na Letnich Igrzyskach Olimpijskich 1920 w przynajmniej dwóch konkurencjach. W drużynowym strzelaniu z pistoletu wojskowego z 30 m zdobył wraz z kolegami z reprezentacji złoty medal, osiągając czwarty rezultat wśród amerykańskich zawodników (skład zespołu: Karl Frederick, Louis Harant, Michael Kelly, Alfred Lane, James Snook). Wygrał także w drużynowych zawodach w pistolecie dowolnym z 50 metrów, uzyskując trzeci wynik w zespole (skład drużyny – poza Raymondem Brackenem, który zastąpił Louisa Haranta – był taki sam). Snook jest również drużynowym mistrzem świata w tej samej konkurencji z 1913 roku (był to jego jedyny medal w karierze zdobyty na tych zawodach).

### Sprawa zabójstwa Theory Hix
Wśród swoich kolegów z uczelni Snook miał opinię człowieka małomównego i wyobcowanego. Latem 1926 roku poznał Theorę Hix, 21-letnią wówczas studentkę medycyny, która na kolegium weterynarii dorabiała jako stenografka. Podczas jednego z letnich i burzowych dni, Hix zgodziła się na podwózkę, którą zaproponował Snook. W tych okolicznościach doszło do zawarcia ich znajomości, która trzy tygodnie później przerodziła się w romans trwający trzy lata. Kochankowie wynajęli (na nazwisko Snook) małe mieszkanie przy Hubbard Avenue w Columbus, gdzie spotykali się 2–3 razy w tygodniu. Podczas późniejszego procesu Snook stwierdził, że ich związek miał przede wszystkim podłoże seksualne, choć Hix niejednokrotnie wypominała Snookowi, że jej chłopak (bądź kochanek) Marion Myers lepiej zaspokaja jej potrzeby niż Snook. 
Jedną z ich nielicznych wspólnych pasji było strzelanie z pistoletu, przez co niejednokrotnie odwiedzali strzelnicę. Po tym jak w 1926 roku Hix miała zostać rzekomo napadnięta w mieszkaniu, Snook użyczył jej rewolweru, którego miała użyć w razie kolejnego ewentualnego ataku.
13 czerwca 1929 roku Snook pojechał wraz z Theorą Hix na strzelnicę. Według późniejszych zeznań Snooka, studentka miała się rozzłościć na wieść o planach mężczyzny, który chciał zabrać swoją rodzinę do jego matki mieszkającej w South Lebanon. Twierdził, że kobieta zaczęła grozić śmiercią jemu, oraz że zabije jego żonę i córkę. Gdy Hix sięgała do swojej torebki, Snook obawiał się, że Hix ma zamiar wyjąć rewolwer Remingtona, który kiedyś jej podarował. W tym momencie sięgnął po najbliższy przedmiot jaki miał pod ręką, czyli młotek kulkowy i uderzył ją kilka razy w głowę, podczas gdy ta miała mu ubliżać. Po zadaniu decydującego ciosu, Hix padła półprzytomna u jego stóp. Snook wyjął następnie ze swojej kieszeni scyzoryk i podciął jej tętnicę szyjną, gdyż jak zeznał: „nie chciałem patrzeć na to jak cierpi”. Sprawca zostawił po sobie wiele dowodów zbrodni, w tym m.in. ślady krwi w swoim aucie i złamany brelok do kluczy należący do Hix. Po odnalezieniu ciała kobiety, jedna z mieszkanek Hubbard Avenue zidentyfikowała ją jako „panią Snook”. Poważnym dowodem na jego winę był również znaleziony we wspólnym mieszkaniu pary kapelusz należący do Hix, w którym widziana była dzień przed śmiercią. 
Proces Snooka rozpoczął się 24 lipca 1929 roku i przez kilka tygodni zdominował lokalną prasę (sprawa była też przedmiotem artykułów w krajowych gazetach). Dowody na winę Snooka były jednak niepodważalne i 14 sierpnia 1929 roku, po zaledwie 28 minutach, został uznany winnym popełnienia morderstwa pierwszego stopnia, po czym skazano go na karę śmierci. 28 lutego 1930 roku został stracony na krześle elektrycznym  w Ohio Penitentiary. Pochowany na Green Lawn Cemetery w Columbus jako „James Howard”. Snook jest jedynym olimpijczykiem, który został stracony na krześle elektrycznym za zabójstwo pierwszego stopnia.

## Wyniki

### Igrzyska olimpijskie
| Igrzyska | Konkurencja                        | Wynik                                      | Miejsce | Źródło |
| -------- | ---------------------------------- | ------------------------------------------ | ------- | ------ |
| IO 1920  | Pistolet wojskowy, 30 m, drużynowo | 1310 pkt. (druż.) 261 pkt. ind. (90–87–84) |         | [ 5 ]  |
| IO 1920  | Pistolet dowolny, 50 m, drużynowo  | 2372 pkt. (druż.) 471 pkt. (ind.)          |         | [ 6 ]  |

### Medale mistrzostw świata
Opracowano na podstawie materiałów źródłowych:
| Mistrzostwa     | Konkurencja                       | Wynik             | Miejsce |
| --------------- | --------------------------------- | ----------------- | ------- |
| Camp Perry 1913 | Pistolet dowolny, 50 m, drużynowo | 2325 pkt. (druż.) |         |